# Pierre Loyvet
 (octobre 2018).
Si vous disposez d'ouvrages ou d'articles de référence ou si vous connaissez des sites web de qualité traitant du thème abordé ici, merci de compléter l'article en donnant les références utiles à sa vérifiabilité et en les liant à la section « Notes et références ».
Pierre Loyvet est un dessinateur de bandes dessinées français, né le 7 janvier 1983 à Rouen.

## Biographie
Pierre Loyvet rencontre Sébastien Floc'h en classe de 6e et démarrent ensemble la bande dessinée en créant le fanzine l'Outsider.
Après son baccalauréat, Pierre Loyvet se consacre complètement à la BD. Il se cherche sur d'autres projets, essaye le jeu vidéo et, en 2005, il rencontre Eric Hérenguel qui lui propose une collaboration sur Krän. Il commence sa carrière avec la série Sboub scénarisée par Sébastien Floc'h avant de s'associer à Éric Hérenguel pour créer Krän Univers, un dérivé de la série Krän. En septembre 2006, il réalise une série dérivée Krän Univers.
Il est annoncé qu'il sera l'auteur du tome 10 de Krän prévu pour 2010.

## Œuvre

### Albums
- Sboub, avec Sébastien Floc'h (scénario) et Sandrine Cailleteau (couleurs), Vents d'Ouest :
1. Fans de cinéma[S 1], 2001
2. Permis de sbouber[S 2], 2002

- Krän Univers (dessinateur), avec Eric Hérenguel (scénario), Vents d'Ouest (coll. « Humour ») :
1. Coups de mous chez les durs[KU 1], 2006
2. Ultimate D.T.C.[KU 2], 2007
3. Love lovemidou ![KU 3], 2009
4. Kompil dans ta face[KU 4], 2010

- Krän le barbare, avec Éric Hérenguel (scénario), Vents d'Ouest (coll. « Fantasy, Humour ») :
1. Viva Lastrépasse[KB 1], 2010

- Axel Rock, avec Nicolas Moustey (scénario), Dargaud :
1. Des stars dans les étoiles[AR 1], 2012
2. Mission Astérovore[AR 2], 2012

### Couvertures
- Carmen Mc Callum :
- t. 13, Bandiagara, avec Fred Duval (scénario), Emem (dessin), Florent Calvez (couleurs), Laurence Grateau (lettrage), Delcourt, avril 2014  (ISBN 9782756047881)
- t. 16, Crimson code, avec Fred Duval (scénario), Emem (dessin), Jérôme Maffre (couleurs), Laurence Grateau (lettrage), Delcourt, octobre 2016  (ISBN 9782756078335)
- L'intégrale, tomes 13 à 16, avec Fred Duval (scénario), Emem (dessin), Jérôme Maffre et Florent Calvez (couleurs), Delcourt, avril 2018 (ISBN 9782413009016)

- Deepwater Prison :
- t. 3, Évasion, avec Christophe Bec (scénario), Stefano Raffaele (dessin), Digikore Studios (couleurs), Studio Charon (lettrage), Soleil Productions, février 2016  (ISBN 9782302049130)

- La grande Guerre des Mondes :
- t. 1, La Chose sous les Tranchées, avec Richard D. Nolane (scénario), Zeljko Vladetic (dessin), Aurore Folny (couleurs), Soleil Productions octobre 2016  (ISBN 9782302053663)
- t. 2, Terreur Martienne, avec Richard D. Nolane (scénario), Zeljko Vladetic (dessin), Desimir Desko Miljić (couleurs), Soleil Productions, septembre 2017 (ISBN 9782302063754)
- t. 3, Les Monstres de Mars, avec Richard D. Nolane (scénario), Zeljko Vladetic (dessin), Desimir Desko Miljić (couleurs), Soleil Productions, septembre 2018 (ISBN 9782302071599)

- Lignes de front :
- t. 1, Stonne, avec Jean-Pierre Pécau (scénario), Brada (dessin), Jill Thompson (couleurs), Fanny Thuillier (lettrage), Delcourt, collection "Histoire & Histoires", mai 2014  (ISBN 9782756032320)
- t. 2, Le Vol de l'aigle, avec Jean-Pierre Pécau (scénario), Benoît Dellac (dessin), Jean-Paul Fernandez (couleurs), Delcourt, collection "Histoire & Histoires", juin 2014  (ISBN 9782756035093)
- t. 3, LRDG, avec Jean-Pierre Pécau (scénario), Bane (dessin), Thorn (couleurs), Pierre Loyvet et Manchu (couverture), Delcourt, collection "Histoire & Histoires", août 2014  (ISBN 9782756035116)
- t. 4, Les Diables verts, avec Jean-Pierre Pécau (scénario), Dejan Nenadov (dessin), Jean-Paul Fernandez (couleurs), Fanny Thuillier (lettrage), Pierre Loyvet et Manchu (couverture), Delcourt, collection "Histoire & Histoires", novembre 2014  (ISBN 9782756035109)
- t. 5, Bir Hakeim, avec Jean-Pierre Pécau (scénario), Brada (dessin), Thorn (couleurs), Pierre Loyvet et Manchu (couverture), Delcourt, collection "Histoire & Histoires", avril 2015  (ISBN 9782756038896)
- t. 6, Le paradis des chasseurs, avec Jean-Pierre Pécau (scénario), Benoît Dellac (dessin), Jean-Paul Fernandez (couleurs), Fanny Thuillier (lettrage), Pierre Loyvet et Manchu (couverture), Delcourt, collection "Histoire & Histoires", juin 2015  (ISBN 9782756042398)
- t. 7, La piste de Kokoda, avec Jean-Pierre Pécau (scénario), Bane (dessin), Thorn (couleurs), Pierre Loyvet et Manchu (couverture), Delcourt, collection "Histoire & Histoires", septembre 2015  (ISBN 9782756053394)
- t. 8, Enfer blanc sur Leningrad, avec Jean-Pierre Pécau (scénario), Dejan Nenadov (dessin), Jean-Paul Fernandez (couleurs), Fanny Thuillier (lettrage), Pierre Loyvet et Manchu (couverture), Delcourt, collection "Histoire & Histoires", octobre 2015  (ISBN 9782756053387)
- t. 9, Division Leclerc, avec Jean-Pierre Pécau (scénario), Brada (dessin), Thorn et Cali Rezo (couleurs), Delcourt, collection "Histoire & Histoires", avril 2016  (ISBN 9782756037592)
- t. 10, Derniers combats, avec Jean-Pierre Pécau (scénario), Benoît Dellac (dessin), Jean Paul Fernandez (couleurs), Fanny Thuillier (lettrage), Delcourt, collection "Histoire & Histoires", mai 2016  (ISBN 9782756065830)

- Olympus Mons :
- t. 1, Anomalie un, avec Christophe Bec (scénario), Stefano Raffaele (dessin), Digikore Studio (couleurs), Studio Charon (lettrage), Soleil Productions, janvier 2017  (ISBN 9782302057838)
- t. 2, Opération Mainbrace, avec Christophe Bec (scénario), Stefano Raffaele (dessin), Digikore Studio (couleurs), Studio Charon (lettrage), Soleil Productions, septembre 2017  (ISBN 9782302063747)
- t. 3, Hangar 754, avec Christophe Bec (scénario), Stefano Raffaele (dessin), Digikore Studio (couleurs), Studio Charon (lettrage), Soleil Productions, janvier 2018  (ISBN 9782302066373)
- t. 4, Millénaires, avec Christophe Bec (scénario), Stefano Raffaele (dessin), Digikore Studio (couleurs), Studio Charon (lettrage), Soleil Productions, septembre 2018  (ISBN 9782302071100)
- t. 5, Dans l'ombre du soleil, avec Christophe Bec (scénario), Stefano Raffaele (dessin), Digikore Studio (couleurs), Studio Charon (lettrage), Soleil Productions, janvier 2019  (ISBN 9782302073999)
- t. 6, Einstein, avec Christophe Bec (scénario), Stefano Raffaele (dessin), Digikore Studio (couleurs), Studio Charon (lettrage), Soleil Productions, septembre 2019  (ISBN 9782302077690)
- t. 7, Mission Farout, avec Christophe Bec (scénario), Stefano Raffaele (dessin), Natália Marques (couleurs), Studio Charon (lettrage), Soleil Productions, octobre 2020  (ISBN 9782302089365)
- t. 8, Le syndrome de sheppard, avec Christophe Bec (scénario), Stefano Raffaele (dessin), Natália Marques (couleurs), Studio Charon (lettrage), Soleil Productions, octobre 2021  (ISBN 9782302091269)
- t. 8, Providence, avec Christophe Bec (scénario), Stefano Raffaele (dessin), Natália Marques (couleurs), Studio Charon (lettrage), Soleil Productions, mars 2022  (ISBN 9782302092846)

- Prométhée :
- t. 12, Providence, avec Christophe Bec (scénario), Stefano Raffaele (dessin), Digikore Studios (couleurs), Studio Charon (lettrage), Soleil Productions, juin 2015 (ISBN 9782302046504)
- t. 14, Les Âmes perdues, avec Christophe Bec (scénario), Stefano Raffaele (dessin), Digikore Studios (couleurs), Studio Charon (lettrage), Soleil Productions, novembre 2016  (ISBN 9782302055872)
- t. 15, Le village, avec Christophe Bec (scénario), Stefano Raffaele (dessin), Digikore Studios (couleurs), Studio Charon (lettrage), Soleil Productions, juin 2017  (ISBN 9782302062160)
- t. 20, La Citadelle, avec Christophe Bec (scénario), Jean Diaz (dessin), Nicola Righi (couleurs), Studio Charon (lettrage), Soleil Productions, novembre 2019  (ISBN 9782302078826)
- t. 21, Antechton, avec Christophe Bec (scénario), Jean Diaz (dessin), Vyacheslav Panarin (couleurs), Studio Charon (lettrage), Soleil Productions, février 2021  (ISBN 9782302089747)
- t. 22, Fondations, avec Christophe Bec (scénario), Jean Diaz (dessin), Natália Marques (couleurs), Studio Charon (lettrage), Soleil Productions, juin 2022  (ISBN 9782302089754)
- t. 23, Entre chien et loup, avec Christophe Bec (scénario), Jean Diaz (dessin), Natália Marques (couleurs), Studio Charon (lettrage), Soleil Productions, juin 2023  (ISBN 9782302091955)

- Spider :
- t. 1, Rabbit hole, avec Christophe Bec et Giles Daoust (scénario), Stefano Raffaele (dessin), Marcelo Maiolo (couleurs), Studio Charon (lettrage), Soleil Productions, janvier 2019  (ISBN 9782302074460)
- t. 2, Wonderland, avec Christophe Bec et Giles Daoust (scénario), Stefano Raffaele (dessin), Marcelo Maiolo (couleurs), Studio Charon (lettrage), Soleil Productions, février 2021  (ISBN 9782302089723)

- Travis :
- t. 11, Les Enfants de Marcos, avec Fred Duval (scénario), Christophe Quet (dessin), Pierre Schelle (couleurs), Delcourt, février 2016  (ISBN 9782756072876)

- Le Troisième fils de Rome :
- t. 1, Martius, avec Laurent Moënard (scénario), Stefano Martino (dessin), Stéphane Paitreau (couleurs), Studio Charon (lettrage), Soleil Productions, février 2018  (ISBN 9782302066403)
- t. 2, Eunous, le premier Spartacus, avec Laurent Moënard (scénario), Dejan Nenadov (dessin), Stéphane Paitreau (couleurs), Studio Charon (lettrage), Soleil Productions, avril 2018  (ISBN 9782302068759)
- t. 3, Sylla et Pompée, avec Laurent Moënard (scénario), Damir Zitko (dessin), Sebastián Facio (couleurs), Soleil Productions, septembre 2018  (ISBN 9782302069886)
- t. 4, César et Vercingétorix, avec Laurent Moënard (scénario), Manuel Garcia (dessin), Sebastián Facio (couleurs), Soleil Productions, novembre 2018  (ISBN 9782302072671)
- t. 5, Marc Antoine et Cléopâtre, avec Laurent Moënard (scénario), Rafa Fonteriz et Fernando Nicolas Baldó(https://www.notion.so/dessin), Sebastián Facio (couleurs), Soleil Productions, avril 2019  (ISBN 9782302075405)